# Углекислотный лазер

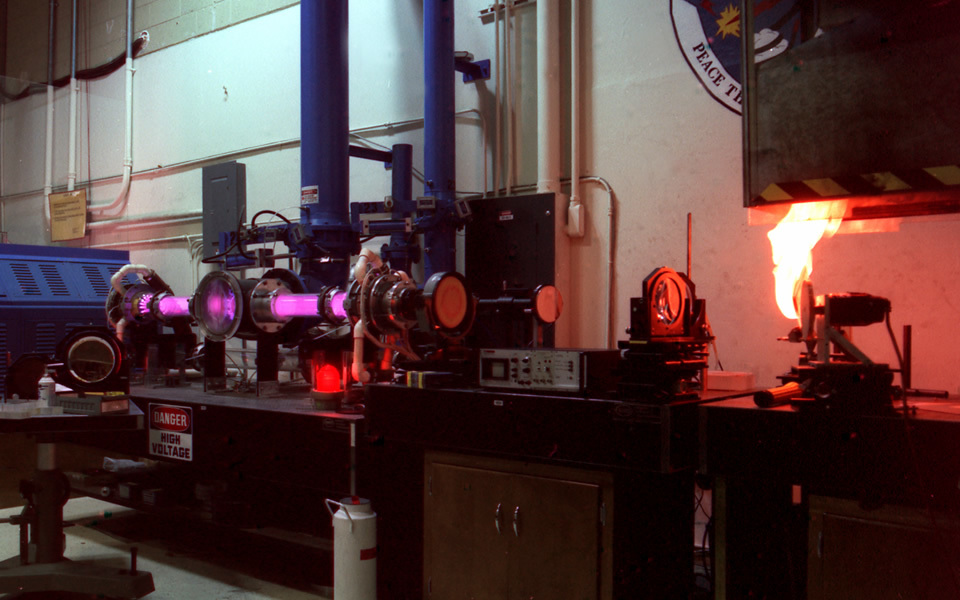
Поверхность исследуемой мишени мгновенно испаряется и вспыхивает при облучении длительным импульсом углекислотного лазера (излучает десятки киловатт инфракрасного излучения). Оператор стоит за листами плексигласа, непрозрачного для инфракрасного света.

Углекислотный ла́зер, лазер на углекислом газе (CO2-лазер) — один из первых типов газовых лазеров (изобретён в 1964 году). На начало XXI века — один из самых мощных лазеров с непрерывным излучением до 80 кВт в непрерывном режиме и до сотен МВт в импульсном режиме с модуляцией добротности. Имеет КПД, достигающим 15—20 %. Углекислотные лазеры излучают в инфракрасном диапазоне, с длиной волны от 9,6 до 10,6 мкм.
Углекислотный лазер используется для гравировки резины и пластика, резки органического стекла и металлов, сварки металлов, в том числе металлов с очень высокой теплопроводностью, таких как алюминий и латунь.

## Устройство лазера
Активной средой углекислотных лазеров является газообразная смесь CO2, азота (N2), гелия (He). Иногда в смесь также добавляется водород (H2) или ксенон (Xe). Примеси необходимы для снижения потенциала зажигания газа в лазере, обеспечения т. н. эффекта Пеннинга. Соотношение концентраций газов в смеси зависит от его конкретной реализации, но концентрации CO2 и N2 в смеси обычно составляют 5—20 %.
Инверсия населённостей возбуждённых молекул CO2 достигается с помощью газового разряда, причём сначала возбуждаются колебания молекул азота, затем при столкновении возбуждённых молекул азота с молекулами CO2 часть их колебательной энергии передаётся молекулам CO2. Дальнейшее понижение инверсии газа в активной среде производится гелием, а стенки трубки, в которую заключена активная среда, принудительно охлаждается газом или водой (в мощных лазерах).
Так как эти лазеры генерируют ИК-излучение, для изготовления их оптических элементов используются специальные материалы. Зеркала резонатора Фабри-Перо обычно имеют серебряное напыление, а линзы и окна изготавливают из монокристаллов германия или селенида цинка — материалов, хорошо прозрачных для инфракрасного излучения в рабочем диапазоне длин волн. В мощных лазерах предпочтительнее использование позолоченных зеркал и селенида цинка для прозрачных оптических элементов. Иногда применяют весьма дорогие алмазные окна и линзы. В ранних CO2-лазерах использовались линзы и окна, изготовленные из монокристаллов хлоридов щелочных металлов (NaCl, KCl), также хорошо прозрачных для инфракрасного излучения.

## Применение
Одно из основных применений углекислотного лазера связано с военными технологиями и использованием его в лазерных дальномерах прицелов. Очень большая длина волны в дальнем инфракрасном спектре не позволяет его обнаружить обычными датчиками лазерного облучения, не имеющими системы охлаждения и необходимых чувствительных элементов. Также в дальнем инфракрасном диапазоне на луч лазера меньше влияние тумана и дыма.